# René Gottwald
René Gottwald (* 30. November 1973 in Greifswald) ist ein deutscher Fußballspieler.

## Karriere
Der gebürtige Greifswalder René Gottwald gelangte über die Jugendmannschaft des Greifswalder SC zum F.C. Hansa Rostock, wo er zur Saison 1992/93 in den Kader des Zweitligisten aufrückte und am 6. Juni 1993 sein Debüt in der zweithöchsten deutschen Spielklasse gab. In der Saison 1993/94 absolvierte der Stürmer neun, 1994/95 abermals neun Einsätze, ein Tor gelang ihm dabei jedoch nicht.
Nach dem Aufstieg Rostocks in die Bundesliga 1995 verließ Gottwald, der im DFB-Pokal 1994/95 seinen einzigen Pokaleinsatz für Rostock absolviert hatte, den Verein in Richtung Niederrhein, wo er zumeist in der Verbands- und Oberliga für Rot-Weiß Oberhausen, FC Wegberg-Beeck, SV Straelen, TuRU Düsseldorf, VfB Speldorf sowie Rot-Weiss Essen II und TuRa 88 Duisburg auflief.
René Gottwald arbeitete in der Saison 2010/11 als Co-Trainer beim Mülheimer Spielverein 1907.